# Bistum Goma
Das Bistum Goma (lat.: Dioecesis Gomaensis, frz.: Diocèse de Goma) ist eine in der Demokratischen Republik Kongo gelegene römisch-katholische Diözese mit Sitz in Goma.

## Geschichte
Das Bistum Goma wurde am 30. Juni 1959 durch Papst Johannes XXIII. mit der Apostolischen Konstitution Qui hominum aus Gebietsabtretungen des Apostolischen Vikariates Bukavu als Apostolisches Vikariat Goma errichtet. Am 10. November 1959 wurde das Apostolische Vikariat Goma durch Johannes XXIII. mit der Apostolischen Konstitution Cum parvulum zum Bistum erhoben und dem Erzbistum Bukavu als Suffraganbistum unterstellt.

## Bischöfe von Goma
- Joseph Mikararanga Busimba, 1960–1974
- Faustin Ngabu, 1974–2010
- Théophile Kaboy Ruboneka, 2010–2019
- Willy Ngumbi Ngengele MAfr, seit 2019